# Malard
Malārd (farsi ملارد) è il capoluogo dello shahrestān di Malard, circoscrizione Centrale, nella provincia di Teheran in Iran. Aveva, nel 2006, una popolazione di 228.673 abitanti. Si trova a sud di Karaj.

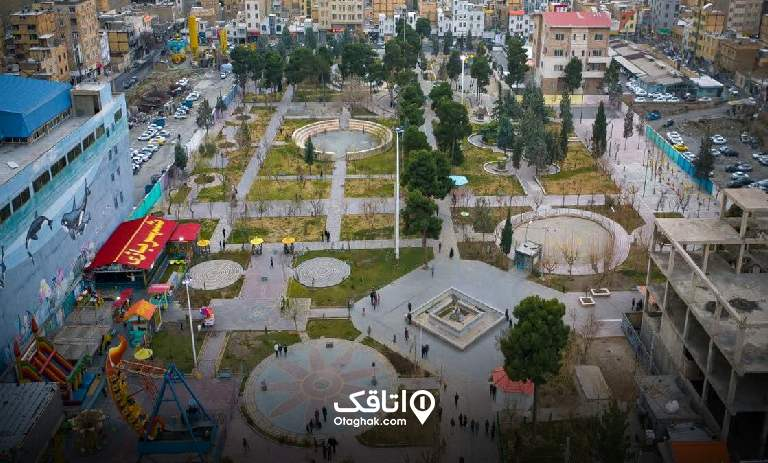
park of sarasiab